# Mundelstrup
Mundelstrup – miasto w Danii, w regionie Jutlandia Środkowa, w gminie Aarhus.